# 1460
1460. је била преступна година.

## Догађаји

### Децембар
- 30. децембар – Битка код Вејкфилда